# Folkets nationalkongress
Folkets nationalkongress, People's National Congress (PNC) var ett socialistiskt parti i Guyana, bildat 1957 av Forbes Burnham och andra avhoppare från Folkets progressiva parti (PPP).
Burnham ledde landet till självständighet 1966 och styrde Guyana fram till sin död 1985.
Han utropade 1970 landet till en "kooperativ republik" och odlade nära kontakter med Sovjetunionen och Kuba. Gradvis försvagades de medborgerliga fri- och rättigheterna och valen under Burnhamns styre betraktades allmänt som på förhand uppgjorda.
Hans efterträdare som president och partiledare, Desmond Hoyte, ledde landet i en mer marknadsekonomisk riktning och genomförde gradvisa demokratiska reformer.
Vid en partikongress 1987 övergav PNC socialismen.
Efter valet 1992 fick man lämna ifrån sig regeringsmakten till PPP.
I valet 2001 gjorde man en valteknisk samverken med Reformgruppen.
Senare gick de båda partierna ihop i det nya partiet Folkets nationalkongress Reform - Ett Guyana  som ställde upp i valet 2006.